# Felipe Ángeles, Tamaulipas
Felipe Ángeles är en ort i Mexiko.   Den ligger i kommunen Xicoténcatl och delstaten Tamaulipas, i den centrala delen av landet, 400 km norr om huvudstaden Mexico City. Felipe Ángeles ligger 88 meter över havet och antalet invånare är 183.
Terrängen runt Felipe Ángeles är platt, och sluttar söderut. Runt Felipe Ángeles är det ganska glesbefolkat, med 23 invånare per kvadratkilometer. Närmaste större samhälle är Xicoténcatl, 5,2 km öster om Felipe Ángeles. Omgivningarna runt Felipe Ángeles är en mosaik av jordbruksmark och naturlig växtlighet.